# 絲鰭仙女魚
絲鰭仙女魚為輻鰭魚綱仙女魚目合齒魚亞目仙女魚科的一種，分布於東大西洋區，從加那利群島至塞內加爾、維德角群島海域，屬深海魚類，棲息深度50-1000公尺，體長可達44公分，棲息在沙泥底質的大陸棚及大陸坡，可做為食用魚。

## 擴展閱讀
維基物種上的相關：絲鰭仙女魚